# Brevin Pritzl
Brevin Pritzl (De Pere, 9 oktober 1996) is een Amerikaans basketballer.

## Carrière
Pritzl speelde collegebasketbal voor de Wisconsin Badgers van 2015 tot 2020. In 2020 werd hij niet gekozen in de NBA draft en tekende een contract bij het Servische KK Tamiš waar hij een seizoen speelde. In het seizoen 2021/22 speelde hij in de Deense competitie bij Team FOG Næstved. In de zomer van 2022 tekende hij een contract bij de Belgische eersteklasser Leuven Bears. Hij miste de start van het seizoen doordat hij drie maanden uit was met een handblessure. In de zomer van 2023 tekende hij bij het Duitse Crailsheim Merlins.
Op 30 oktober 2023 maakte Pritzl de overstap naar Kortrijk Spurs als vervanger van de geblesseerde Nikolas Tomsick.